# Паклитаксел
Паклитаксел (таксол) — цитостатический противораковый препарат, относящийся к таксанам. Наиболее используемый из противораковых лекарств природного происхождения (до разработки протоколов бактериального биосинтеза и полусинтетических методов получения, добывался только из природных источников, в частности из коры тихоокеанского тиса), годовой оборот которого составляет несколько миллиардов долларов. Включён в списки важнейших лекарств, включая Перечень основных лекарственных средств Всемирной организации здравоохранения и российский список жизненно необходимых и важнейших лекарственных препаратов.

## Общие сведения
Механизм действия связан с влиянием на процесс деления клетки. Стимулирует сборку микротрубочек из димеров тубулина и стабилизирует микротрубочки за счёт подавления деполимеризации, что приводит к подавлению нормального процесса динамической реорганизации сети микротрубочек, который важен для клеточных функций на этапе митоза и интерфазы клеточного цикла. Кроме того, паклитаксел индуцирует образование аномальных скоплений или «связок» микротрубочек на протяжении клеточного цикла и вызывает образование множественных звёзд микротрубочек во время митоза. 
Среди основных показаний к применению в качестве лекарства первой линии — такие серьёзные заболевания, как рак яичников, молочной железы, лёгкого (особенно его немелкоклеточная разновидность), шейки матки, поджелудочной железы, саркома Капоши. Применяется также как лекарство второй линии, чаще в сочетании с цисплатином и его производными.
В связи с малой растворимостью в воде применяется в виде нанотехнологических лекарственных форм. Наиболее старой и применяемой на настоящее время лекарственной формой является Taxol от Bristol-Myers Squibb, мицеллярная дисперсия паклитаксела с этанолом и кремофором EL, и её многочисленные дженерики (эта лекарственная форма также часто именуется в литературе conventional paclitaxel, то есть «стандартный паклитаксел»). Помимо неё, разрешёнными к широкому клиническому применению являются Abraxane американской фирмы Celgene (конъюгат паклитаксела с альбумином) и южнокорейский Genexol-PM.

## Химический синтез
Полный химический синтез таксола (англ.), с момента установления его структуры в начале 1970-х, вызывал интерес у химиков-синтетиков ввиду сложности и необычности строения его молекулы. Ещё больший интерес проблема разработки способов получения таксола, альтернативных природным источникам, получила после установления биологической активности данного соединения. На начало 1990-х годов разработкой способов синтеза этого соединения занималось около 30 исследовательских групп по всему миру. В 1993—1994 годах сразу две группы учёных (одна из Флоридского университета, под руководством Роберта Холтона (англ.), и вторая, возглавляемая Кирьякосом Николау из Калифорнийского университета и Исследовательского института Скриппса (англ.) сообщили об успешном завершении многолетних работ по разработке схем полного синтеза. Ранее, в 1989 году, группа Холтона сообщила о разработке полусинтетической схемы синтеза таксола, в которой в качестве исходного соединения использовался один из предшественников таксола в его биосинтезе в ягодном тисе — 10-дезацетилбаккатин. К настоящему времени известно порядка 10 схем синтеза таксола (как полностью, так и полусинтетических), не имеющих практического значения и представляющих лишь научный интерес с точки зрения изучения связи структуры и активности, поиска синтетических аналогов таксола и разработки перспективных путей синтеза этого соединения.